# كأس جمهورية إفريقيا الوسطى الوطني
كأس جمهورية أفريقيا الوسطى الوطني (بالفرنسية: Central African Republic Coupe Nationale)‏ ، هي بطولة وطنية رسمية في جمهورية أفريقيا الوسطى ، أسسها أتحاد افريقيا الوسطى لكرة القدم سنة 1974.

## مصدر
1. ↑  Schöggl، Hans؛ Bobrowsky، Josef (12 ديسمبر 2011). "Central African Republic - List of Cup Winners". RSSSF. مؤرشف من الأصل في 2016-09-06. اطلع عليه بتاريخ 2015-07-05.